# القمة العالمية للطفولة
القمة العالمية للطفولة (بالإنجليزية: World Summit for Children)‏ بالأمم المتحدة عقدت هذة القمة في 29-30 من سبتمبر 1990 في المقر الرئيسى للأمم المتحدة بمدينة نيويورك كانت القمة تجمع أكبر عدد من رؤساء الدول والحكومات أكثر من أي وقت مضى للألتزام بوضع مجموعة من الأهداف لتحسين حالة الأطفال في جميع أنحاء العالم بحلول عام 2000 . كانت هذة المرة الأولى في مؤتمر الأمم المتحدة التي يوضع فيها جدول أعمال موسع لمجموعة واسعة من الأهداف في مجالات الصحة والتعليم والتغذية وحقوق الإنسان.
وكانت النتيجة الرئيسية لمؤتمر القمة العالمي هو التوقيع المشترك على الإعلان العالمي لحماية وتنمية الأطفال وخطة عمل تضم مجموعة مفصلة من الأهداف المتصلة بالأطفال.حددت القمة العالمية نظم لمدة عقد من الألتزام رفيع المستوى حول القضايا المتعلقة بالأطفال في جميع أنحاء العالم، وأنها مهدت الطريق لسلسلة من مؤتمرات الأمم المتحدة في فترة 1990 على السكان والبيئة، والغذاء، وحقوق الإنسان والتنمية البشرية وحقوق المرأة.

## نشأة المشروع
اقترح مؤتمر القمة في عام 1989 من قبل بريان مولروني رئيس وزراء كندا، والرئيس السابق لجمهورية مصر محمد حسني مبارك والرئيس المالي موسى تراوري، الرئيس المكسيكي كارلوس ساليناس دي غورتاري، رئيسة وزراء باكستان بينظير بوتو، ورئيس وزراء السويد انغفار كارلسون. عمل الزعماء الستة معا على لفت لفت الانتباه والالتزام، على أعلى مستوى سياسي، بالأهداف والإستراتيجيات المعنية بضمان 
وحماية الأطفال بوصفها عناصر أساسية في تحقيق التنمية الاجتماعية والاقتصادية لجميع البلدان والمجتمعات البشرية. اعتمد الأمين العام للأمم المتحدة خافيير بيريز دي كويلار المشروع وقدم الدعم لمؤتمر قمة اليونيسف كما حظيت بدعم منظمات الأمم المتحدة الأخرى. 
دعيت 159 حكومة إلى الحدث. كان من بين الحضور72 رئيس دولة من دولة مختلفة و87 ممثلاً من دول أخرى.وقد أيد جدول أعمال القمة من قبل ثلاثة منظمات رئيسية جمعية الصحة العالمية، والتعليم للجميع (بقيادة اليونسكو) ومنظمة الأمم المتحدة للطفولة (اليونيسيف) عبر مجلسها التنفيذي.
كانت اليونيسيف المساهم الرئيسي. كل عام في أعقاب مؤتمر القمة، تجرى تقارير مرحلية عن تنفيذ أهداف مؤتمر القمة وتحر ر في منشورات المنظمة.عقد مؤتمر القمة العالمي من أجل الطفل في لحظة كان العالم في مرحلة ال بداية لإثبات مصلحة موحدة مجسدة في بقاء الأطفال على قيد الحياة وفي نمائهم
في السنة السابقة تم اعتماد اتفاقية حقوق الطفل. وهي معاهدة من معاهدات حقوق الإنسان ركزت بالخصوص على حقوق الأطفال. ودخلت الوثيقة حيز التنفيذ سوى بضعة أسابيع قبل عقد القمة.

## الأهداف المحققة
وضعت خطة عمل تسعى إلى تحقيق 27 هدفا إجماليا.كان الهدف الرئيسي هو 
تحسين صحة الطفل وبقائه. ويمكن تقسيم الأهداف إلى ست فئات: الصحة(9 أهداف)، والبقاء على قيد الحياة(3 أهداف)، وصحة المرأة(6 أهداف)، والتغذية(هدفين) والتعليم(5 أهداف) والحماية(هدفين). تم وضع هذه الأهداف والعمل على تحقيقها ما بين 1990 و2000. بعد فترة عشر سنوات، سيجتمع زعماء العالم مرة أخرى لاستعراض التقدم المحرز خلال العقد.

### الصحة
رسم تحقيق تسعة أهداف صحية ضمن الأهداف المقررة.
1. شلل الأطفال: القضاء عليه بحلول عام 2000.
2. القضاء على كزاز الوليد بحلول عام 1995.
3. الوفيات الناجمة عن الإسهال: الخفض بنسبة 50٪
4. القضاء الفعلي على نقص فيتامين (أ) بحلول عام 2000
5. القضاء الفعلي على الاضطرابات الناجمة عن نقص اليود.
6. القضاء على داء الدودة الغينية (داء التنينات) بحلول عام 2000
7. الحد بنسبة 95 في المئة في وفيات الحصبة و90 في المئة من حالات الحصبة بحلول عام 1995
8. الحد من فقر الدم بسبب نقص الحديد لدى النساء بنسبة الثلث
9. التحصين الروتيني: الحفاظ على مستوى عال من تغطية التحصين

### البقاء على قيد الحياة

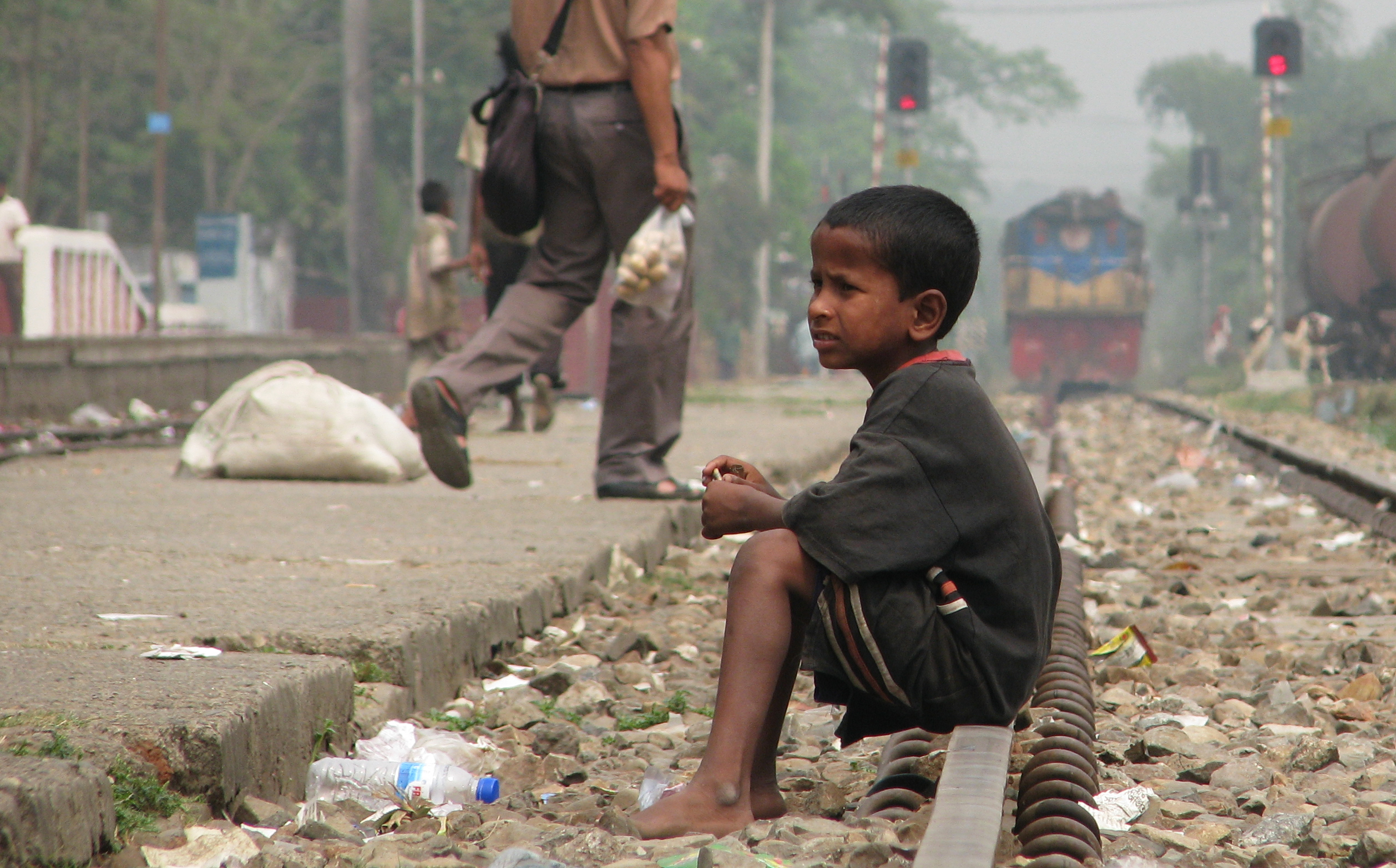
طفل مشرد في بنغلادش

1- فئة الرضع والأطفال دون 5 سنوت: تخفيض في فيات هذه الفئة بمقدار الثلث.
2 -الأمن الغذائي الأسري: نشر المعارف والخدمات الداعمة لزيادة إنتاج الغذاء.
3- التهابات الجهاز التنفسي الحاد (مشابهة لمرض الإنفلونزا): تخفيض وفيات هذه الأمراض بنسبة الثلث لدى الأطفال دون سن الخامسة.

### صحة المرأة

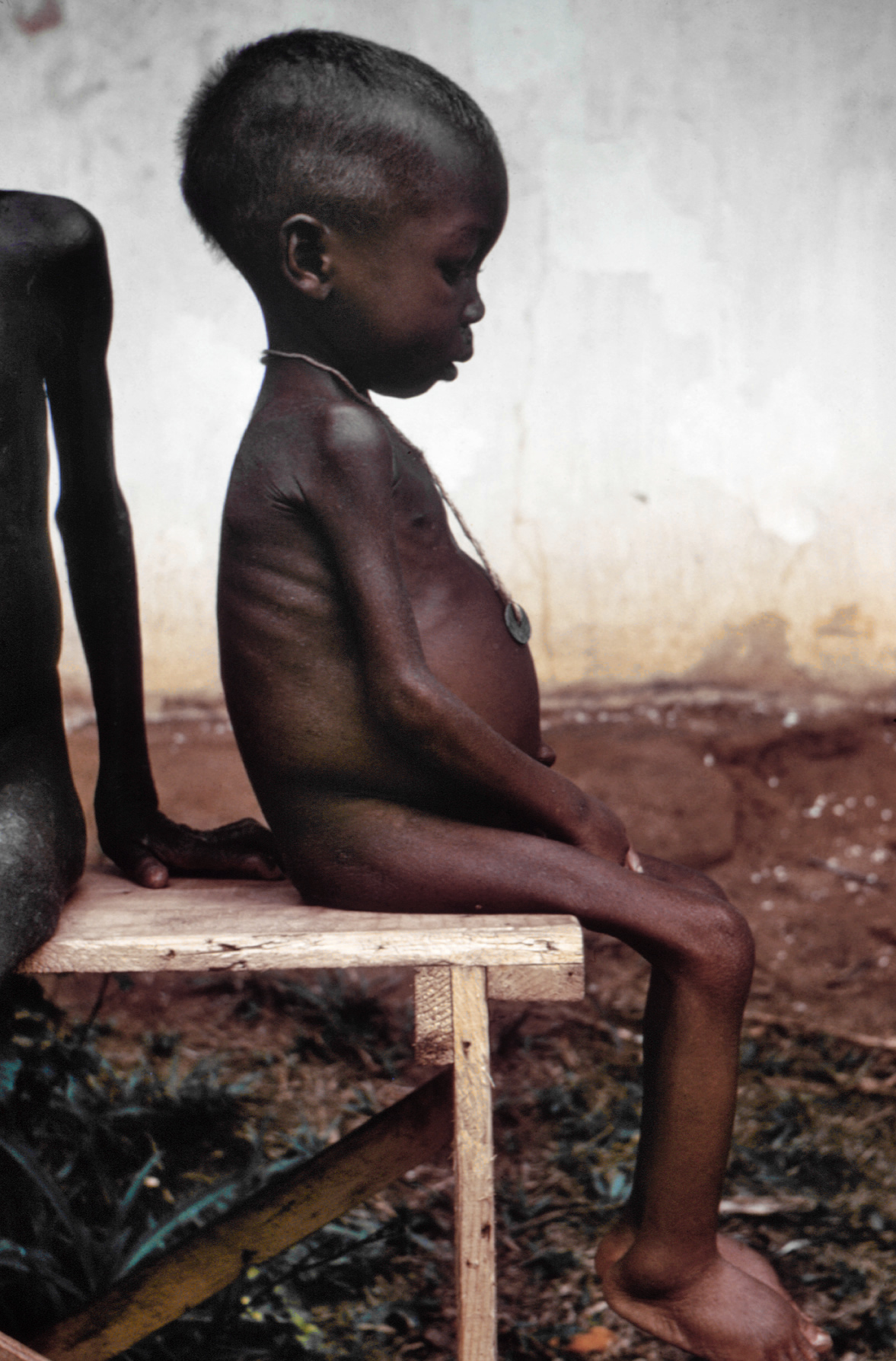
فتاة أثناء حرب نيجيريا وبيافرا من أواخر عام 1960. حظيت صور المجاعة الناجمة عن الحصار النيجيري على التعاطف مع بيافرا في جميع أنحاء العالم.

1- رعاية الولادة: حصول جميع النساء الحوامل على الرعاية السابقة للولادة.
2- الرضاعة الطبيعية: تمكين جميع النساء لإرضاع أطفالهن رضاعة طبيعية حصرية لمدة أربعة إلى ستة أشهر، ومواصلة الرضاعة الطبيعية، بالإضافة إلى الأغذية التكميلية، إلى السنة الثانية من الحياة.
3-رعاية الولادة: تمكن جميع النساء الحوامل من الوصول إلى مرافق الإحالة لحالات الحمل عالية الخطورة وحالات الطوارئ التوليدية.
4 -إيلاء اهتمام خاص لصحة وتغذية الطفل من الجنس المؤنث، والنساء الحوامل والأمهات المرضعات.
5-وفيات الأمهات: تخفيض معدل الوفيات بمقدار النصف.
6- انخفاض الوزن عند الولادة: خفض معدل انخفاض الوزن عند الولادة إلى أقل من 10 في المئة

### التغذية
1. سوء التغذية: الحد من سوء التغذية الحاد والمعتدل بين الأطفال دون سن الخامسة بمقدار النصف
2. المياه: حصول الجميع على مياه الشرب الأمنة

### التعليم
1- تنظيم الأسرة: حصول جميع الأزواج على المعلومات والخدمات اللازمة لمنع حالات الحمل المبكرة جدا، أو المتقاربة جداً أو المتأخرة، أو المتعددة.
2-مهارات المعرفة والقيم اللازمة لتحسين الحياة: زيادة اكتساب الأفراد والأسر من المعارف والمهارات والقيم اللازمة لتحسين المعيشة.
3- حصول الجميع على التعليم الأساسي: تحقيق التعليم الابتدائي على الأقل 80٪ من الأطفال في سن المدرسة الابتدائية.
4 - حصول الجميع على التعليم مع التركيز على التعليم الابتدائي للفتيات ومحو الأمية للنساء.
5 - تنمية الطفولة المبكرة: توسيع أنشطة تنمية الطفولة المبكرة، تشمل الأسر منخفضة الدخل.

### الحماية
1. تحسين حماية الأطفال في ظروف صعبة للغاية.
2. مراقبة النمو: تعزيز النمو المنتظم ورصد النمو بين الأطفال لإضفاء الطابع المؤسسي في جميع البلدان بحلول نهاية 1990.

## قوانين التأسيس

### الإعلان العالمي
ينقسم الإعلان العالمي لبقاء الطفل وحمايته، وتنمية الأطفال إلى خمس فئات: التحدي، والفرصة، والعمل، والالتزام، و«الخطوة القادمة» 
- التحدي: مساعدة الأطفال في جميع أنحاء العالم.لا يعد أولئك الأطفال الذين يتعرضون للمخاطر التي تعيق نموهم وتطورهم. ولا سيما الذين يقعون ضحية لسوء التغذية والفقر والحرب والمرض.
- الفرصة: تعلن أن تحقيق أهداف مؤتمر القمة سينبني على التعاون الدولي، بين قادة جميع أنحاء العالم ويجب تنفيذ الالتزامات المتفق عليها في

اتفاقية حقوق الطفل.
تم التوقيع على اتفاقية حقوق الطفل في عام 1989، وهي أول معاهدة دولية لضمان الحقوق المدنية والسياسية وكذلك الحقوق الاقتصادية والاجتماعية، والثقافية.
الولايات المتحدة الأمريكية والصومال هما الدولتان الوحيدتان الذين لم تصدق على الاتفاقية.
- المهام والالتزام: كل من هذين الخدمتين تشرح المزيد من الأهداف المحددة لمؤتمر القمة.
- تحسين صحة الأطفال
- تحسين الصحة ما قبل الولادة
- تعزيز دور ومكانة المرأة
- توفير الفرص التعليمية
- تحسين حياة اللاجئين والمشردين، والمعوقين، والأطفال ضحايا سوء المعاملة
- حماية الأطفال من أخطار الحرب
- العمل من اجل التغلب على الفقر العالمي
- «الخطوة القادمة» : اعتماد خطة العمل لتحديد الكيفية التي سيتم بها تحقيق الإعلان العالمي لبقاء الطفل وحمايته ونمائه.

### خطة العمل
خطة العمل هي إطار للتعهدات أكثر تحديداًعلى الصعيدين الوطني والدولي. ويتناول كل هدف على حدة لضمان تنفيذ إعلان مؤتمر القمة العالمية للطفولة. ويركز أيضا على متابعة ورصد التقدم نحو تحقيق كل هدف. أعطيت المسؤولية الرئيسية عن تنفيذ جميع الأهداف للحكومات الوطنية. اتفق كل بلد على وضع استراتيجيات من خلال برامج عمل وطنية للتأكد من هذه الأهداف ال27 العالمية التي يمكن أن تصبح حقائق وطنية. وضعت مجموعه ال 155 بلدا برامج عمل وطنية.

## الدورة الاستثنائية

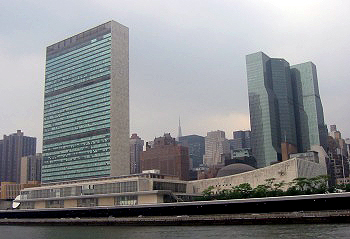
المقر الرئيسى للأمم المتحدة بمدينة نيويورك

كانت الدورة الاستثنائية المعنية بالطفل خلالل اجتماع الجمعية العامة للأمم المتحدة التي عقدت 08-10 مايو، 2002.عقدت الجمعية العامة لإستعراض التقدم المحرز من أجل الأطفال في العقد منذ انعقاد مؤتمر القمة العالمي لعام 1990.وكانت أيضا وسيلة لتجديد الالتزامات التي قطعت في عام 1990، وتقديم تعهد لإجراءات محددة للعقد القادم وإجمالا حضر نحو 70 من رؤساء الدول أو الحكومات الدورة. دعى الأطفال من جميع أنحاء العالم للحضور.هم شاركوا في العديد من النشاطات لدعم الحدث.كان واحدا من أهم الأحداث في الاحتفال الذي عقد في 9 مايو هو الاحتفال بقيادة الأطفال.الحدث أحاط به شعور بالوحدة والتضامن وخلق هذا شعور بالبهجة والأحتفالية في خلال الجلسة.ولكن السبب الحقيقي للجلسة لم ينسى.
تبرز القمة العالمية للطفولة أكثر من أي ملتقى اخر للأمم المتحدة بسبب عمق أهدفها والمنهجية في متابعة الأداء والأجراءات

### النجاح
- شلل الأطفال: القضاء علية عالميا بحلول عام 2000
- كزاز الوليد: القضاءعلية بحلول عام 1995
- الوفيات الناجمة عن الإسهال: 50٪ انخفاض
- نقص فيتامين (أ): القضاء الفعلي بحلول عام 2000
- الاضطرابات الناجمة عن نقص اليود: القضاء الفعلي
- القضاء على داء الدودة الغينية (داء التنينات) بحلول عام 2000

### لا تقدم
1. التطعيم الروتيني: الحفاظ على اعلى مستوى من التغطية للتطعيم
2. وفيات الأمهات: تخفيض المعدل بمقدار النصف
3. فقر الدم: الحد من فقر الدم بسبب نقص الحديد لدى النساء بمقدار الثلث